# Michelangelo Unterberger

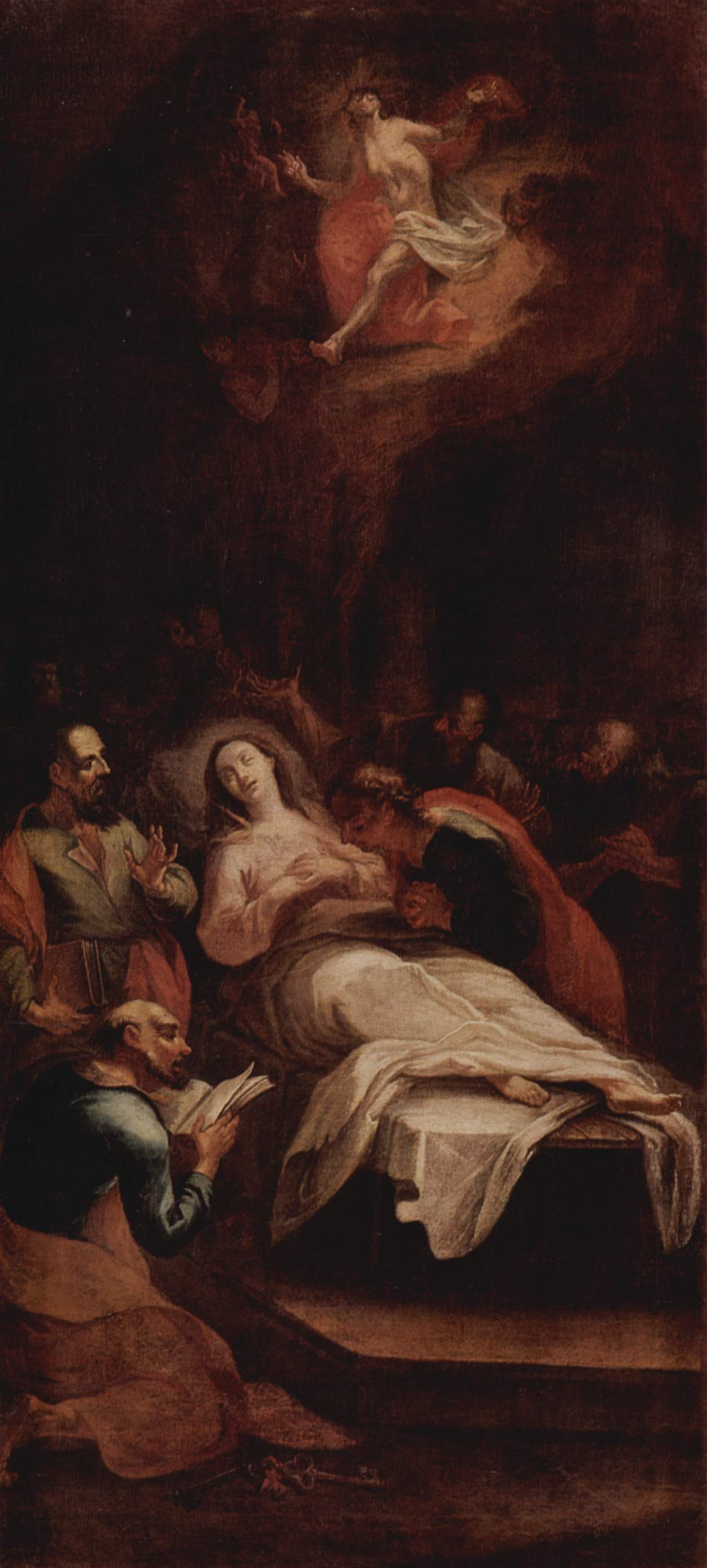
Jungfru Marie avsomnande.

Michelangelo Unterberger, född 11 augusti 1695 i Cavalese, död 27 juni 1758 i Wien, var en österrikisk målare.
Unterberger studerade för Piazzetta med flera, målade Hagars bortjagande (1738) och många altartavlor, samt blev direktör för akademien i Wien. 